# Harriet Tubman
Harriet Tubman (Dorchester, Maryland, 9 de marzo de 1822–Auburn, 10 de marzo de 1913), registrada al nacer como Araminta Ross, fue una activista a favor de la libertad de las personas negras esclavizadas en Estados Unidos. Tras escapar de la esclavitud, realizó trece misiones de rescate en las que liberó a cerca de 300 esclavos, utilizando la red antiesclavista conocida como ferrocarril subterráneo. Posteriormente, ayudó a John Brown tras su toma del arsenal de Harpers Ferry, y tras la guerra luchó por conseguir el sufragio para las mujeres.
Nació en la esclavitud en el Condado de Dorchester, Maryland. Durante su niñez fue apaleada y golpeada con látigo por varios de sus propietarios. Siendo adolescente, sufrió una fuerte herida en la cabeza cuando uno de sus "propietarios" la alcanzó accidentalmente con un objeto pesado que había lanzado contra otro esclavo. Como consecuencia de la herida, sufrió ataques cerebrovasculares, dolores de cabeza, visiones y episodios de hipersomnia a lo largo de toda su vida. Devota cristiana, atribuía sus visiones y sueños a premoniciones divinas.[cita requerida]
En 1849, Tubman escapó a Filadelfia. Tras ello, regresó inmediatamente a Maryland para rescatar a su familia. Poco a poco, fue sacando del estado a sus diversos parientes, en ocasiones guiando personalmente a docenas de esclavos hacia la libertad. Viajando de noche y en extremo secreto, Tubman (o «Moisés», como era llamada) «nunca perdió un pasajero». A lo largo de los años se ofrecieron diversas recompensas por la captura de los esclavos huidos, pero nunca se supo que Harriet era quien estaba ayudándolos. Cuando la Ley contra los esclavos fugitivos se aprobó en 1850, ayudó a muchos esclavos a huir hacia Canadá.
Rit, la madre de Harriet, luchó para mantener la familia unida, pero la esclavitud lo impidió. Edgard Brodess vendió a tres de sus hermanas (Linah, Mariah Ritty y Soph), separándolas de la familia para siempre. Cuando un comerciante de Georgia propuso a los Brodess la compra del menor de los hijos de Rit (Moisés), esta le escondió durante un mes ayudada por otros esclavos y negros libres de la comunidad, e incluso llegó a enfrentarse directamente con su victimario por la venta. Finalmente, cuando Brodess y el comerciante de Georgia fueron a los alojamientos de los esclavos para llevarse al niño, Rit les amenazó directamente con «abrirles la cabeza». Brodess se retractó de su idea y abandonó la venta. Los biógrafos de Tubman coinciden en la idea de que este episodio influyó directamente en ella haciéndola creer en sus posibilidades de rebelarse frente a la esclavitud.

## Infancia
Como su madre fue asignada como criada a la casa del patrón, desde niña Harriet tuvo que cuidar a un hermano menor y a un bebé. A la edad de seis años, la empleó como niñera una mujer de nombre «Miss Susan». A Tubman se le encomendó vigilar a un bebé mientras este dormía. Si el niño se despertaba llorando, Tubman era azotada con el látigo. Ella contaba que una vez fue flagelada hasta cinco veces antes del desayuno. Las cicatrices ocasionadas la dejarían marcada de por vida.
En una ocasión, amenazada tras robar un terrón de azúcar, Tubman se escondió en una pocilga cercana durante cinco días. Allí se alimentó de la comida que echaban a los animales. Tras ser descubierta regresó a la casa de Miss Susan donde recibió una dura paliza. Para protegerse de los latigazos, en muchas ocasiones se vestía con varias capas de ropa. En otra ocasión, mordió en la rodilla a un hombre blanco que la estaba golpeando, tras ello el hombre no volvió a acercársele.

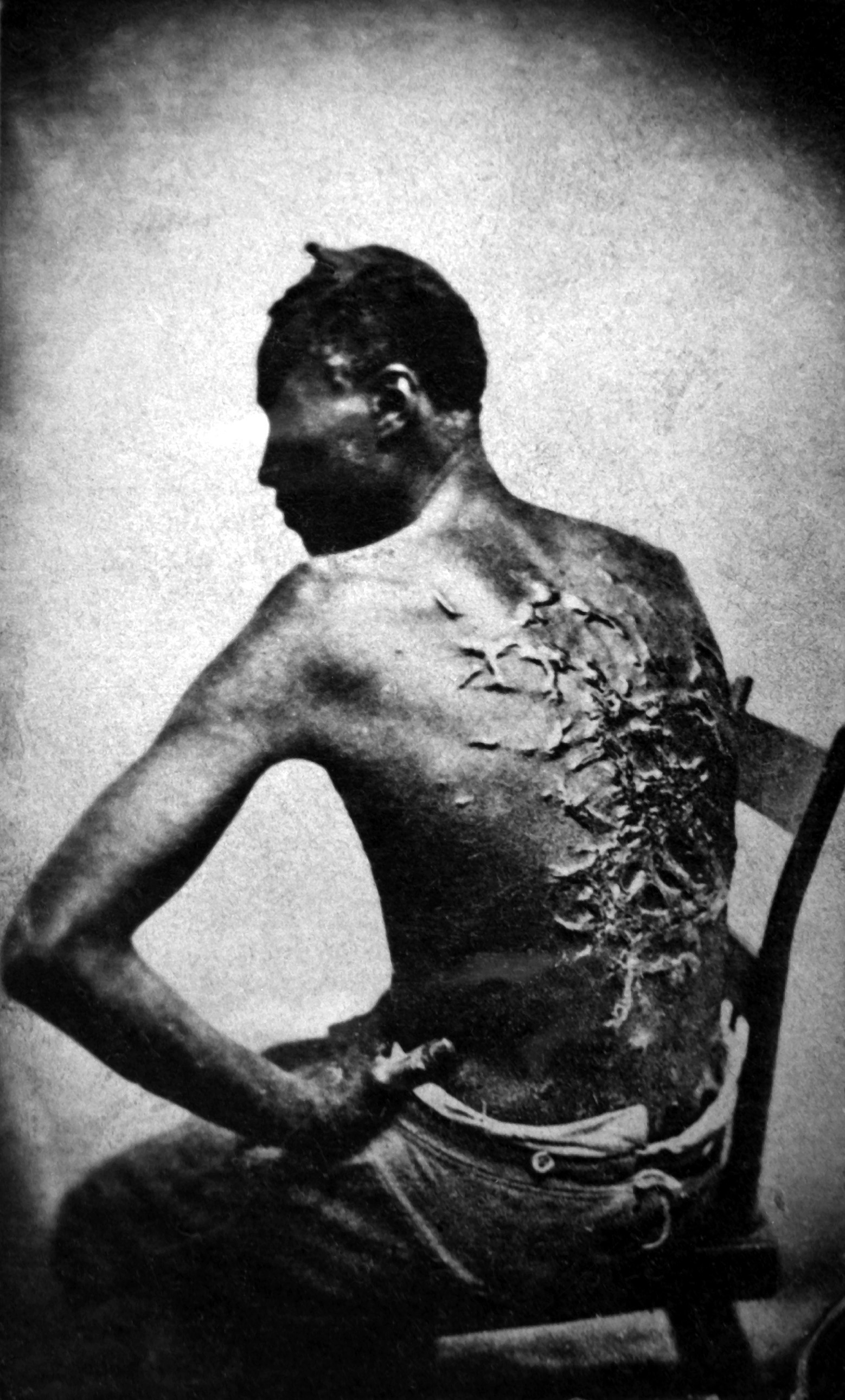
Seres Humanos Esclavizados – como este hombre, fotografiado en 1863 – eran brutalmente flagelados.

Tubman trabajó también en la casa de un hacendado de nombre James Cook, donde se la encomendó vigilar las trampas para ratas de un pantano cercano. Como la obligaban a trabajar en aguas muy frías, enfermó seriamente y fue devuelta a casa, donde su madre cuidó de ella hasta su restablecimiento. Después fue obligada a trabajar a varias granjas. A medida que crecía se le asignaron trabajos de campo cada vez más penosos y duros como arar o transportar troncos.

### Herida en la cabeza
Un día, siendo adolescente, Tubman fue a un almacén de telas para recoger suministros. Allí encontró a un esclavo, "propiedad" de otra familia, que había abandonado sus tierras sin permiso. Su supervisor, furioso, ordenó a Tubman que le ayudara a capturar al joven pero ella se negó. El esclavo salió corriendo y el supervisor, para evitar su huida, le lanzó una pesa de un kilogramo desde el almacén. Sin embargo, falló el lanzamiento y golpeó accidentalmente a Tubman. Esta siempre creyó que su pelo (recogido como si fuera una cesta) le había salvado la vida. Sangrando y semiconsciente, regresó a la casa de su dueño y se sentó en el telar, permaneciendo allí durante dos días sin recibir asistencia médica. Inmediatamente fue enviada de nuevo a trabajar la tierra. Su jefe dijo que no valía nada y se la devolvió a Brodess, quien intentó venderla sin éxito. Fue en esa época cuando comenzó a sufrir mareos y, en ocasiones, a desmayarse, episodios que fueron alarmando a su familia. Larson sugiere que ella sufría epilepsia del lóbulo temporal como resultado del impacto.
Tubman recibió la herida en la cabeza en un momento de su vida en el que se estaba convirtiendo en una persona profundamente religiosa. Como era analfabeta, su conocimiento de la Biblia lo había adquirido gracias a las historias que su madre le contaba desde niña. Ella rechazaba las interpretaciones de las escrituras realizadas por los blancos, relativas a la obediencia de los esclavos y encontró su guía en las enseñanzas del Antiguo Testamento. Tras su traumatismo craneal, Tubman comenzó a experimentar visiones y sueños, que consideraba signos de la presencia de Dios. Esta perspectiva religiosa influyó profundamente en toda su vida.

## Familia y matrimonio
En 1840, el padre de Tubman, Ben, fue liberado de la esclavitud a la edad de 44 años, como estipulaba el testamento de su antiguo "dueño". Él continuó trabajando como capataz para la familia Thompson, quienes habían sido sus "propietarios". Años después, Tubman contrató a un abogado blanco al que pagó cinco dólares para investigar sobre el estatus legal de su madre. El abogado descubrió que su "propietario" había dado instrucciones para que Rit, al igual que su marido, fuera liberada a la edad de 45 años. Esto significaba que una resolución similar se aplicaría a los hijos de Rit y, por tanto, todos sus descendientes nacidos después de que ella cumpliera 45 años serían legalmente libres. Sin embargo, las familias Pattison y Brodess habían ignorado esta cláusula cuando heredaron los esclavos.
En, o alrededor de, 1844, Harriet se casó con un hombre negro libre llamado John Tubman. Aunque no se sabe mucho de él o de su vida juntos, la unión fue complicada debido al estatus de esclava de ella. Esto implicaba que cualquier hijo nacido del matrimonio pasaría a ser esclavo. Los matrimonios entre personas esclavas y libres eran comunes en el Eastern Shore de Maryland, donde la mitad de la población negra era libre. Larson indica que la pareja podría haberse planteado la compra de la libertad de Tubman.
Tubman cambió su nombre de Araminta a Harriet tan pronto se casó, aunque la fecha exacta se desconoce. Larson sugiere la posibilidad de que el cambio se realizara inmediatamente después de la boda, y Clinton coincide en que Tubman planeaba escapar de la esclavitud. Adoptó el nombre de su madre como parte de su conversión religiosa o en honor a una hermana desaparecida.

## Huida de la esclavitud
En 1849, Tubman volvió a enfermar, por lo que su valor como esclava volvió a disminuir. Edward Brodess intentó venderla por este motivo pero no encontró ningún comprador. Enfadada por la decisión de Brodess, Tubman comenzó a rezar, rogando a Dios que le hiciera cambiar de opinión. «Recé todas las noches a mi Señor», diría después, «hasta principios de marzo estuvo trayendo a gente e intentando venderme». Cuando parecía que la venta podía concretarse, cambió de táctica. «Cambié mis oraciones» dijo. «A principios de marzo empecé a rezar, Oh Señor, si no puedes cambiar el corazón de ese hombre, mátale». Una semana después, Brodess murió, y Tubman se arrepintió de sus sentimientos. Irónicamente, la muerte de Brodess aumentó las posibilidades de vender a Tubman y de que por lo tanto su familia fuera separada. Su viuda Eliza comenzó a gestionar la venta de los esclavos de la familia. Tubman se negó a esperar que la familia Brodess la vendiese y decidió huir, a pesar de los esfuerzos que hizo su marido para disuadirla. «Podía hacer dos cosas», explicaría, «libertad o muerte; si no podía tener una, tendría la otra».

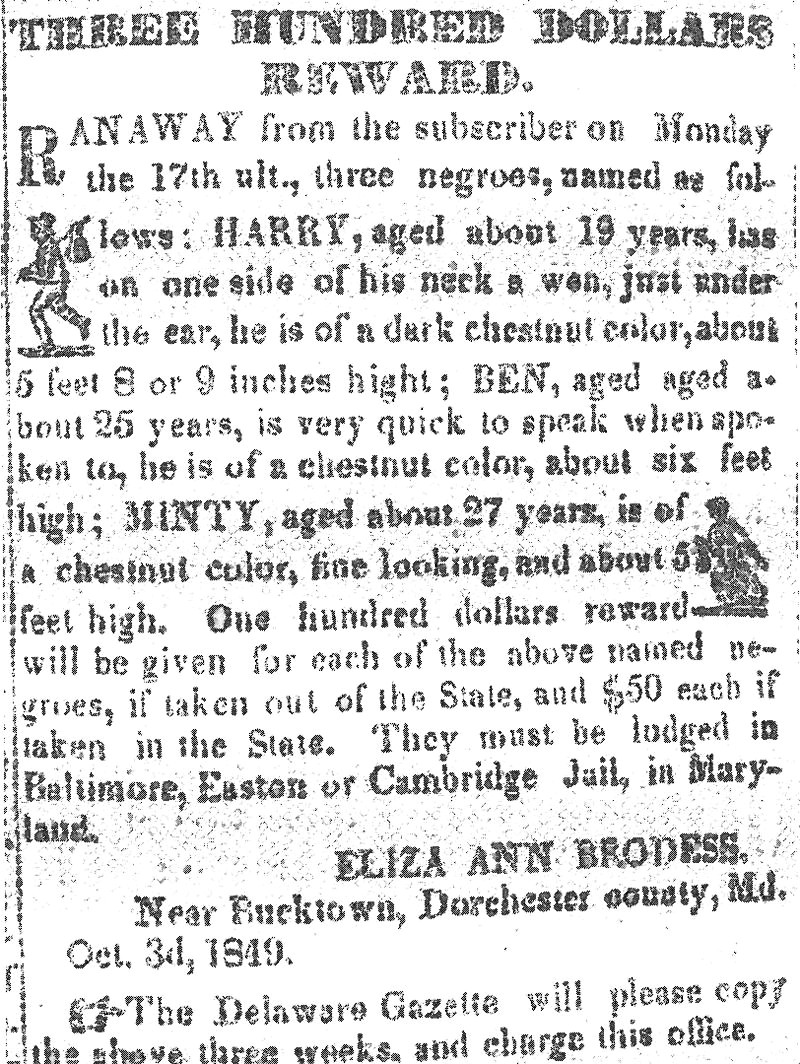
Anuncio publicado en el Cambridge Democrat, ofreciendo trescientos dólares de recompensa por Araminta (Minty) y sus hermanos Harry y Ben.

Tubman escapó junto a sus hermanos Ben y Henry el 17 de septiembre de 1849. Tubman había sido vendida al Dr. Anthony Thompson, quien poseía una extensa plantación llamada Poplar Neck en las cercanías del condado de Carolina, donde también trabajaban sus hermanos. Como los esclavos estaban ya vendidos a otro propietario, Eliza Brodess probablemente no detectó la ausencia durante unos días. Sin embargo dos semanas después publicó un anuncio en el Democrat, ofreciendo cien dólares por cada esclavo devuelto. A pesar de haber conseguido escapar, los hermanos de Tubman lo pensaron mejor, Ben había sido padre recientemente, y decidieron regresar forzando a Tubman a regresar con ellos. Poco después, Tubman escapó por segunda vez, en esta ocasión sin sus hermanos. La noche anterior a su fuga, Tubman intentó despedirse de su madre. Localizó a Mary, una compañera de confianza, y le cantó una canción con una despedida codificada en ella: «te encontraré en la mañana», entonó, «me dirigiré a la tierra prometida».
La ruta utilizada por Tubman para su huida no se conoce con exactitud, de lo que sí se tiene constancia es de que Tubman utilizó la red conocida como ferrocarril subterráneo. Este sistema informal pero bien organizado estaba formado por negros libres, blancos abolicionistas y activistas cristianos. Muchos de sus miembros pertenecían a la Sociedad Religiosa de los Amigos, a menudo llamados cuáqueros. La zona de Preston cercana a Poplar Neck en el Condado de Caroline, Maryland contaba con una importante comunidad cuáquera, y fue probablemente el primer lugar donde Harriet paró durante su huida. Desde allí es probable que tomara una ruta bastante común en las huidas de esclavos: hacia el noroeste atravesando Choptank River y Delaware y luego hacia el norte para entrar en Pensilvania. Un viaje de casi noventa millas (145 kilómetros) que, realizado a pie, podía durar entre cinco días y tres semanas.
El peligroso viaje obligó a Tubman a viajar de noche, guiada por la Estrella Polar, para evitar a los cazadores de esclavos. Los guías del ferrocarril subterráneo utilizaban diversas instalaciones para esconder a los fugados, como las conocidas “Casas Seguras”, que pertenecían a blancos abolicionistas. En una de sus primeras paradas, la señora de la casa ordenó a Tubman que barriera la hierba de forma que pareciera que trabajaba para la familia. Cuando cayó la noche, la familia la escondió en un carro y la llevó hasta la siguiente casa. Dada la familiaridad de Tubman con los bosques y pantanos de la región, es posible que se escondiera en estas zonas durante el día. Tubman no habló de la ruta que había utilizado para escapar hasta los últimos años de su vida, con objeto de que otros esclavos pudieran utilizarlas.
Cuando llegó a Pensilvania sintió una mezcla de alivio y emoción. Años después, al recordar la experiencia, dijo: «Cuando supe que había atravesado la frontera, miré mis manos para comprobar si seguía siendo la misma persona. El sol con sus rayos dorados atravesaba los árboles y caía sobre los campos y yo sentí que estaba en el Cielo».

## "Moisés"
Nada más llegar a la ciudad de Filadelfia, Tubman empezó a añorar a su familia. «Era una extraña en una tierra extraña —diría—. Mis padres y hermanos estaban en Maryland. Pero yo era libre y quería que ellos también lo fueran». Comenzó a trabajar y a ahorrar dinero. Al mismo tiempo el Congreso de los Estados Unidos aprobó la «Ley de Esclavos Fugitivos», la cual obligaba a los organismos oficiales (incluidos los de aquellos estados en los que no existía esclavitud) a ayudar en la captura de los esclavos que habían huido, e imponía fuertes castigos a quienes escaparan. La ley aumentó los riesgos para los esclavos que se habían escapado, por lo que muchos marcharon a Canadá. Mientras, la tensión racial aumentaba en la ciudad de Filadelfia.
En diciembre de 1850, Tubman fue informada de que su sobrina Kessiah iba a ser vendida (junto a sus dos hijos, James Alfred de seis años y la recién nacida Araminta) en Cambridge, Maryland. Horrorizada por la posibilidad de que su familia quedara rota, Tubman hizo algo que pocos esclavos solían hacer: voluntariamente regresó a la tierra de su esclavitud. Fue a Baltimore donde su cuñado Tom Tubman, la escondió hasta el momento de la venta. El marido de Kessiah, un hombre negro libre llamado John Bowley, realizó una puja por su mujer. Posteriormente cuando él preparaba el pago, Kessiah y sus niños se escondieron en una “Casa segura” cercana. Cuando llegó la noche, Bowley embarcó a su familia en una canoa y navegaron sesenta millas hasta Baltimore, desde donde Tubman llevó a la familia hasta Filadelfia.
La siguiente primavera regresó a Maryland para guiar hacia la libertad a otros miembros de su familia. En este segundo viaje ayudó a escapar a su hermano Moisés y a dos hombres no identificados. En ese tiempo Tubman trabajaba con el abolicionista Thomas Garrett en Wilmington, Delaware; y comenzó a ser conocida como Moses (Moisés, en inglés), en alusión al profeta que guio a los hebreos hacia la libertad.
Durante una entrevista con el autor Wilbur Sievert en 1897, Tubman reveló algunos de los nombres de los colaboradores y lugares utilizados por el ferrocarril subterráneo. Se alojaba en la casa de Sam Green, un pastor negro y libre de New Market, Maryland; además se escondía en las cercanías del hogar de sus padres en Poplar Neck en el condado de Carolina. Desde allí viajaba hacia el noroeste a Sandtown y a Willow Grove, Delaware, y a la zona de Camden donde William y Nat Brinkley, y Abraham Gibbs la guiaban hacia el norte hasta llegar a Dover, Smyrna, y Blackbird, donde otros guías la ayudaban a cruzar el canal Chesapeake-Delaware hacia New Castle y Wilmington. En Wilmington, Thomas Garrett se encargaba del transporte hasta la oficina de William Still o hacia las casas de otros miembros del ferrocarril subterráneo en la zona de Filadelfia. Still, un famoso colaborador negro, era el responsable de ayudar a los huidos en su camino hacia otras zonas más seguras, como Nueva York, Nueva Inglaterra y Canadá.
A finales de 1851, Tubman regresó al Condado de Dorchester por primera vez desde su huida; con intención de encontrar a su marido John. Había ahorrado dinero, con el que compró una chaqueta para él y viajó al sur. Mientras, John se había casado con otra mujer llamada Caroline. Tubman intentó convencerle para que se uniera a ella, pero él insistió en que se encontraba feliz en aquel lugar. Conteniendo su enfado, ayudó a escapar a otros esclavos y los guio hacia Filadelfia. John y Caroline crearon una familia juntos hasta que él fue asesinado, dieciséis años después, en una discusión con un hombre blanco llamado Robert Vincent.

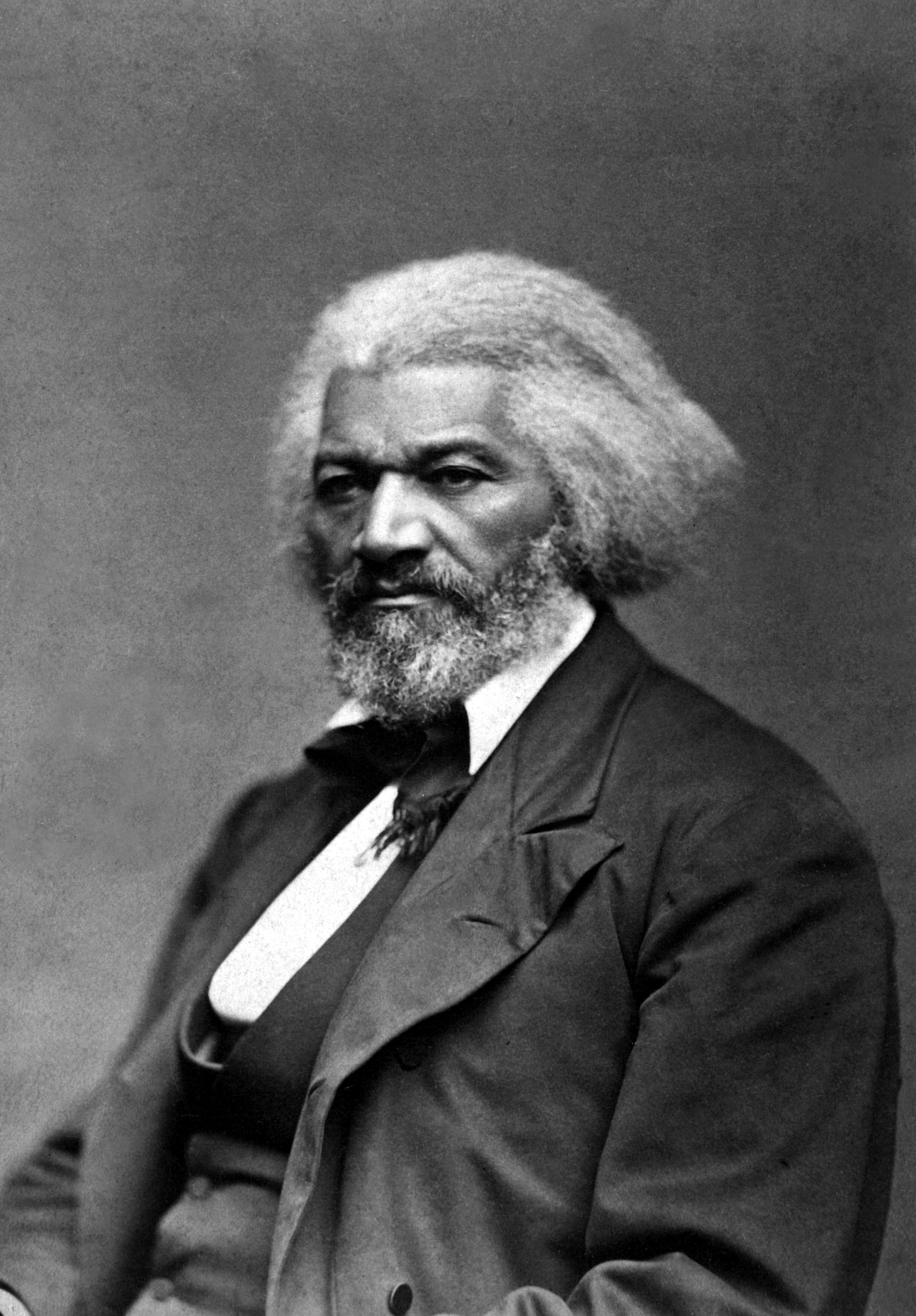
Frederick Douglass, quien trabajó para abolir la esclavitud junto a Tubman.

Debido a la legislación existente, el norte de Estados Unidos se había convertido en una zona cada vez más peligrosa para los esclavos huidos, por ello muchos comenzaron emigrar hacia Canadá. En diciembre de 1851, Tubman guio hacia ese país, a un grupo de once fugitivos- entre los que posiblemente se incluía la familia Bowleys. Existen evidencias para afirmar que en su viaje el grupo se alojó en la casa del abolicionista Frederick Douglass. En su biografía Douglas escribe: “En una ocasión tuve once fugitivos al mismo tiempo bajo mi techo, los cuales permanecieron conmigo hasta que reuní el suficiente dinero como para enviarles a Canadá. Fue el grupo más numeroso que cobijé y tuve dificultades para proporcionarles comida y alojamiento…” Por el número de personas y la fecha es posible que se tratara del grupo de Tubman.
Douglass y Tubman sentían gran admiración mutua y lucharon juntos contra la esclavitud. Cuando se escribió la primera biografía de Tubman en 1868, Douglass redactó una carta en su honor.

### Viajes y estrategias
Durante once años Tubman regresó una y otra vez al Eastern Shore de Maryland, rescatando alrededor de setenta esclavos, incluyendo a sus otros tres hermanos (Henry, Ben, y Robert), sus mujeres y algunos de sus hijos. Además proporcionó instrucciones precisas para facilitar la huida de entre cincuenta y sesenta esclavos que escaparon hacia el norte. Su peligroso trabajo requirió grandes dosis de ingenio y normalmente trabajaba durante los meses de invierno para reducir las posibilidades de que el grupo fuera descubierto. Un admirador de Tubman dijo: «ella siempre regresaba en invierno, cuando las noches eran largas y oscuras y la gente se quedaba en sus casas». Una vez que contactaba con los esclavos dispuestos a escapar, abandonaba la ciudad la tarde del sábado, sabiendo que los periódicos no imprimirían noticias hasta la mañana del lunes.
Debido a que sus viajes de regreso a la tierra de la esclavitud suponían un serio riesgo, Harriet utilizaba diversas técnicas para evitar ser descubierta. A menudo se disfrazaba con un gorro y llevaba dos pollos vivos para dar la impresión de ser una vendedora ambulante. En una ocasión caminando por el Condado de Dorchester se encontró con uno de sus antiguos propietarios, para evitar ser vista por él, tiró de las patas de los animales que transportaba y la agitación de estos evitó el contacto visual entre ambos. En otra ocasión coincidió con otro antiguo propietario en un tren, entonces cogió un periódico cercano y, aunque era analfabeta, empezó a simular que lo leía; el hombre la ignoró.
Su fe religiosa fue una importante motivación para aventurarse una y otra vez en Maryland. Las visiones que tenía desde su adolescencia debido a su herida en la cabeza, eran interpretadas por ella como premoniciones divinas. Ella hablaba de «consultas a Dios» y confiaba en que él la mantendría a salvo. Thomas Garrett dijo en una ocasión: «nunca he conocido a una persona, sea del color que sea, que tuviera mayor confianza en la voz de Dios; era como si hablara directamente a su alma». Además utilizaba cantos espirituales para mandar mensajes cifrados, avisando de la existencia de peligros o para indicar que el camino estaba despejado.
Tubman llevaba un revólver y no le asustaba tener que utilizarlo. En una ocasión contó la historia de que escapando con un grupo de esclavos, y cuando la moral estaba baja por la dificultad de las adversidades, uno de los hombres insistió en regresar a la plantación. Le apuntó con la pistola y le dijo: «continúa o te mataré». Días después el hombre se encontraba en el grupo que alcanzó Canadá. Tubman llevaba también la pistola para defenderse de los cazadores de esclavos y de sus perros.
Probablemente los cazadores de esclavos de la región nunca se hayan percatado que «Minty», la diminuta esclava que había escapado años antes y que nunca había regresado, era la responsable de la huida de muchos de los esclavos de su comunidad. A finales de la década de 1850 comenzaron las sospechas sobre que un abolicionista blanco del norte estaba ayudando a escapar a esclavos. Incluso llegaron a considerar la posibilidad de que John Brown hubiera viajado en persona hasta el Eastern Shore para convencer a los esclavos para que escaparan antes de su fallida incursión en Harper's Ferry en octubre de 1859. Aunque se dice que se llegó a ofrecer una recompensa de 40.000 dólares por la captura de Tubman, esto no es más que una creencia popular derivada del artículo escrito en 1868 por el abolicionista Salley Holley en apoyo de Tubman, para la obtención de una pensión tras la Guerra Civil. Dicha recompensa es notoriamente desproporcionada, si se tiene en cuenta que el gobierno federal había ofrecido una recompensa de 25.000 dólares por la captura de cualquier conspirador relacionado con el asesinato de Lincoln. En los periódicos de la época no existe ninguna referencia a tal recompensa y Catherine Clinton sugiere que 40.000 dólares podría ser la suma total de todas las recompensas ofrecidas en la región. A pesar de los esfuerzos de los cazadores de esclavos, Tubman nunca fue capturada. Años más tarde declaró: «fui guía del ferrocarril subterráneo durante ocho años, y puedo decir algo que no todos los guías pueden hacer, y es que yo no perdí ningún pasajero».
Una de sus últimas misiones consistió en recuperar a sus padres. Su padre, Ben, había comprado a su madre por 20 dólares en 1855. Pero, aunque ambos eran libres, la zona era territorio hostil para ellos. Dos años después Tubman recibió la noticia de que su padre había encubierto a un grupo de ocho esclavos huidos, y que corría el riesgo de ser arrestado. Por ello viajó hasta el Eastern Shore y les guio hacia el norte hasta la ciudad canadiense de St. Catharines, Ontario, donde se había asentado una comunidad de esclavos huidos, incluyendo a los hermanos de Tubman y otros parientes y amigos.

## John Brown y Harpers Ferry
En abril de 1832, le presentaron a Tubman al abolicionista John Brown, un insurgente que apoyaba la violencia como forma de erradicar la esclavitud en los Estados Unidos. Aunque nunca apoyó la violencia contra los blancos, Harriet apoyaba su estrategia de acción y sus objetivos. Al igual que Tubman, John se sentía llamado por la voz de Dios, y confiaba en que el Divino le salvara de la ira de los cazadores de esclavos.

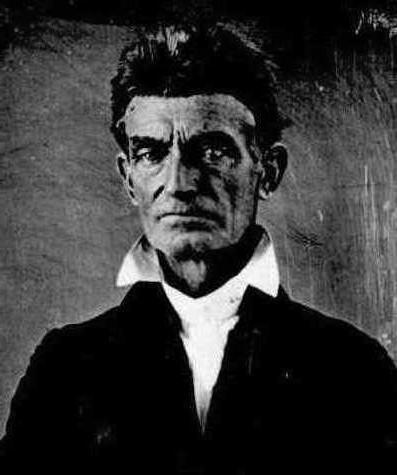
John Brown.

Así cuando comenzó a reclutar seguidores para atacar a los defensores de la esclavitud, Brown solicitó al «General Tubman» (así la llamaba) que le ayudara, puesto que su conocimiento de las infraestructuras y recursos existentes en las fronteras de los estados de Pensilvania, Maryland y Delaware eran de un gran valor para Brown y sus planes. Aunque otros abolicionistas como Frederick Douglass y William Lloyd Garrison no compartían sus tácticas, Brown soñaba con que la lucha sirviera para crear un nuevo estado formado por esclavos libres. Tras la primera batalla creyó que los esclavos vencerían, y pidió a Tubman que convenciera a los esclavos establecidos en Canadá para unirse a él.
En mayo de 1858, Brown pronunció un discurso en Ontario, donde desveló sus planes de realizar una incursión en Harpers Ferry. Cuando la incursión tuvo lugar el 16 de octubre de 1859, Tubman no estaba presente. Algunos historiadores creen que se encontraba en Nueva York, enferma con fiebre como consecuencia de su herida en la cabeza. Otros proponen que se encontraba ayudando a escapar a más esclavos en dirección a Canadá, y Kate Clifford Larson sugiere que podría estar en Maryland, reclutando seguidores para Brown o intentando rescatar más miembros de su familia.
El plan de Brown fracasó y fue detenido, acusado de traición y ahorcado en diciembre. Sus actos se convirtieron en todo un símbolo de orgullo y resistencia para los abolicionistas, siendo elevado a la categoría de mártir. Tubman diría posteriormente sobre Brown: «hizo más muriendo, que cien hombres viviendo».

## Auburn y Margaret
A principios de 1859 el senador abolicionista William H. Seward vendió a Tubman una pequeña porción de tierra en Auburn por 1200 dólares. La ciudad era un centro de activismo antiesclavista, y Tubman vio la posibilidad de traer de vuelta a sus padres desde los duros inviernos de Canadá. Debido a las leyes de aquel entonces, el regreso a los Estados Unidos implicaba el riesgo de ser enviados de regreso a los estados del sur, por lo que sus hermanos expresaron ciertas reservas. Durante años, acogió a sus parientes y amigos, ofreciendo un lugar seguro para los americanos negros que buscaban una vida mejor en el norte.
Poco después de asentarse en Auburn, Harriet volvió a ir a Maryland para regresar con su “sobrina”, una niña de ocho años de nombre Margaret. Las circunstancias en las que se realizó la expedición permanecen en misterio. Existe una gran confusión sobre la identidad de los padres de Margaret, aunque Tubman indicó que eran negros libres. La niña dejó en Maryland a un hermano mellizo. Años después la hija de Margaret calificó los actos de Tubman como egoístas, puesto que «había sacado a una niña de un hogar feliz y la había llevado a un lugar donde nadie se preocupaba de ella». Alice describió aquel acto como si se tratara de un secuestro.
Sin embargo, tanto Clinton como Larson proponen la posibilidad de que Margaret fuera hija de Tubman. Larson indica que ambas tenían un fuerte parecido, y argumenta que Tubman, conociendo el dolor que supone para un niño ser separado de su madre, nunca causaría ese daño a una familia. Clinton presenta evidencias del fuerte parecido físico de ambas, el cual Alice desconocía. Ambos historiadores coinciden en afirmar que no existen evidencias concretas para afirmar totalmente la relación materno filial, por lo que el misterio ha permanecido hasta nuestros días.
En noviembre de 1860, Tubman dirigió su última misión. Durante la década de 1850 no había sido posible la huida de su amada hermana Rachel y de los dos hijos de ella (Ben y Angerine). Al regresar al Condado de Dorchester descubrió que Rachel había fallecido y que sus dos hijos solo podían ser liberados mediante el pago de 30 dólares por cada uno. Ella carecía del dinero por lo que los niños deberían permanecer esclavos. Para que el viaje no resultara en balde, Tubman juntó otro grupo, incluyendo a los niños, y emprendió el viaje hacia el norte. El viaje les tomó semanas, dado que el acoso de los cazadores de esclavos les obligaba a esconderse continuamente. Además el tiempo fue especialmente frío y no tenían comida suficiente. Pero por fin el 28 de diciembre alcanzaron el hogar de Martha y David Wright en Auburn.

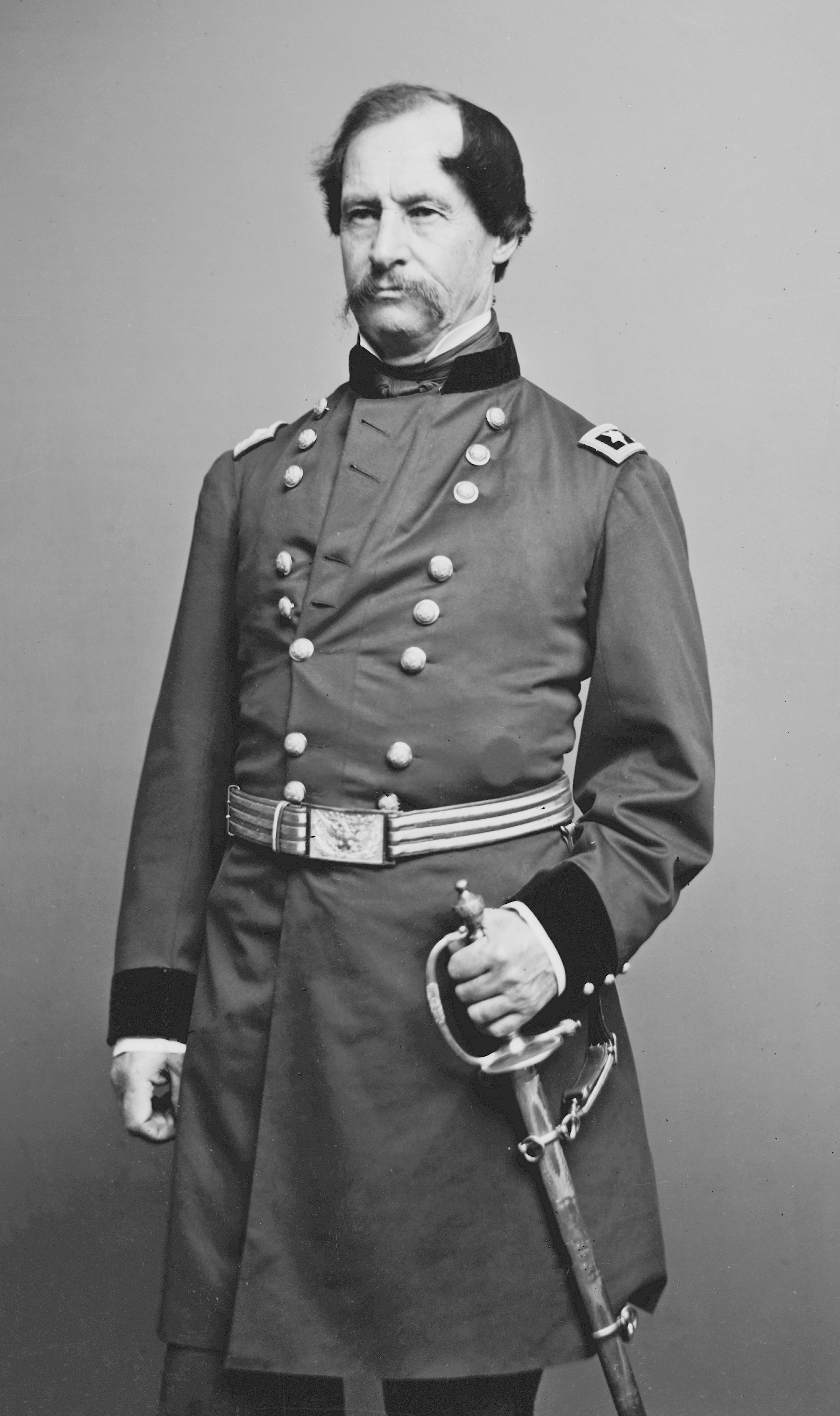
El general unionista David Hunter trabajó junto a Tubman durante la Guerra Civil y compartió sus ideas abolicionistas.

## Guerra Civil
Cuando en 1861, estalló la Guerra Civil, Tubman vio la victoria de la Unión como un paso clave hacia la abolición de la esclavitud. El general Benjamin Butler, por ejemplo, ayudaba a los esclavos fugitivos que llegaban a Fort Monroe en Virginia, Butler había declarado a estos fugitivos "contrabando" - propiedad confiscada por las fuerzas del norte - y los empleaba, inicialmente sin remuneración, en el fuerte.
Tubman también esperaba ofrecer su propia experiencia y conocimientos a la causa de la Unión, y pronto se unió a un grupo de abolicionistas de Boston y Filadelfia que se dirigían al distrito de Hilton Head en Carolina del Sur. Se convirtió en una figura habitual en los campamentos, en particular en Port Royal, Carolina del Sur, donde inicialmente desempeñó labores de enfermería y asistencia a fugitivos.
Tubman conoció al general David Hunter, un sólido partidario de la abolición que declaró libres a todos los "contrabandos" del distrito de Port Royal y comenzó a agruparlos para formar un regimiento de soldados negros. Sin embargo, el presidente Abraham Lincoln desaprobó las iniciativas de Hunter. Tubman condenó entonces la reacción de Lincoln y su falta de voluntad para acabar con la esclavitud en Estados Unidos: «Dios no permitirá que el señor Lincoln venza al sur hasta que no haga lo correcto» dijo.

El señor Lincoln es un gran hombre, y yo soy una pobre negra; pero el negro puede decirle a Lincoln cómo ahorrar dinero y vidas jóvenes. Él puede hacerlo liberando a los negros. Supongamos que una asquerosa serpiente está en el suelo. Ella te muerde. Tu gente asustada te envía al médico para que te cure la herida y no mueras; pero la serpiente continúa rodeándote tu pierna y mientras el doctor te está curando ella te vuelve a morder. El doctor te cura esa mordedura, pero mientras lo hace la serpiente vuelve a morderte y seguirá haciéndolo hasta que la mates. Eso es lo que debería saber el señor Lincoln.

Tubman sirvió como enfermera en Port Royal, preparando remedios con plantas locales para evitar que los soldados sufrieran de disentería. El que atendiera a hombres enfermos de viruela y nunca contrajera la enfermedad, generó comentarios relativos a que se encontraba bendecida por Dios. Inicialmente recibía víveres del gobierno por su trabajo, pero los esclavos recién liberados pensaban que estaba recibiendo trato de favor por lo que para evitar fricciones, renunció a dichos víveres y comenzó a vender cerveza y pasteles (que hacía durante la noche) para ganar dinero.

### Exploración y asalto al río Combahee
Cuando Lincoln finalmente emitió la Proclamación de Emancipación en enero de 1863, Tubman lo consideró un importante paso en la consecución del objetivo de liberar a todo hombre, mujer o niño de la esclavitud. Ella sintió renovado su espíritu para vencer a los estados confederados, y pronto se encontró guiando a un grupo de exploradores a lo largo de la región de Port Royal. Los pantanos y ríos de Carolina del Sur eran muy similares a los existentes en el Eastern Shore de Maryland; por lo que sus conocimientos fueron de gran valor. Su grupo trabajó bajo las órdenes del Secretario de guerra Edwin M. Stanton, reconociendo el terreno y a sus habitantes. Posteriormente trabajaría con el coronel James Montgomery, en la captura de Jacksonville.
El último año de la Guerra, Tubman se convirtió en la primera mujer en dirigir un asalto armado. Cuando las tropas de Montgomery procedieron a asaltar Combahee River, Tubman actuó como consejera y acompañó a las tropas. La mañana del 2 de junio de 1863, Tubman guio tres barcos de vapor a través de las aguas confederadas (que se encontraban llenas de minas) hasta tierra firme. Una vez en tierra, las tropas de la Unión abrieron fuego destruyendo las infraestructuras e incautando miles de dólares en comida y provisiones. Cuando los pitos de los barcos sonaron, los esclavos de la zona entendieron que estaban siendo liberados y salieron corriendo hacia los barcos. Aunque sus propietarios armados de pistolas y látigos intentaron parar la huida, sus esfuerzos fueron inútiles.
Más de setecientos esclavos fueron rescatados en la operación de Combahee River. Los periódicos recogieron el patriotismo, sagacidad, energía y habilidad de Tubman. Posteriormente trabajó con el coronel Robert Gould Shaw en el asalto al fuerte Wagner. Ella describió la batalla diciendo: «Primero vimos el rayo, que eran las pistolas; y luego escuchamos el trueno que eran los cañones; y luego escuchamos la lluvia caer, que eran gotas de sangre cayendo; y cuando fuimos a recoger los campos eran hombres muertos lo que cosechamos».
Durante dos años trabajó para las tropas de la unión, atendiendo a los esclavos recién liberados, realizando incursiones de exploración en el territorio confederado y ocasionalmente atendiendo a los soldados heridos en Virginia Además periódicamente realizó visitas a Auburn para visitar a su familia y cuidar a sus padres. La Confederación se rindió en abril de 1865 tras lo que Tubman regresó casa.

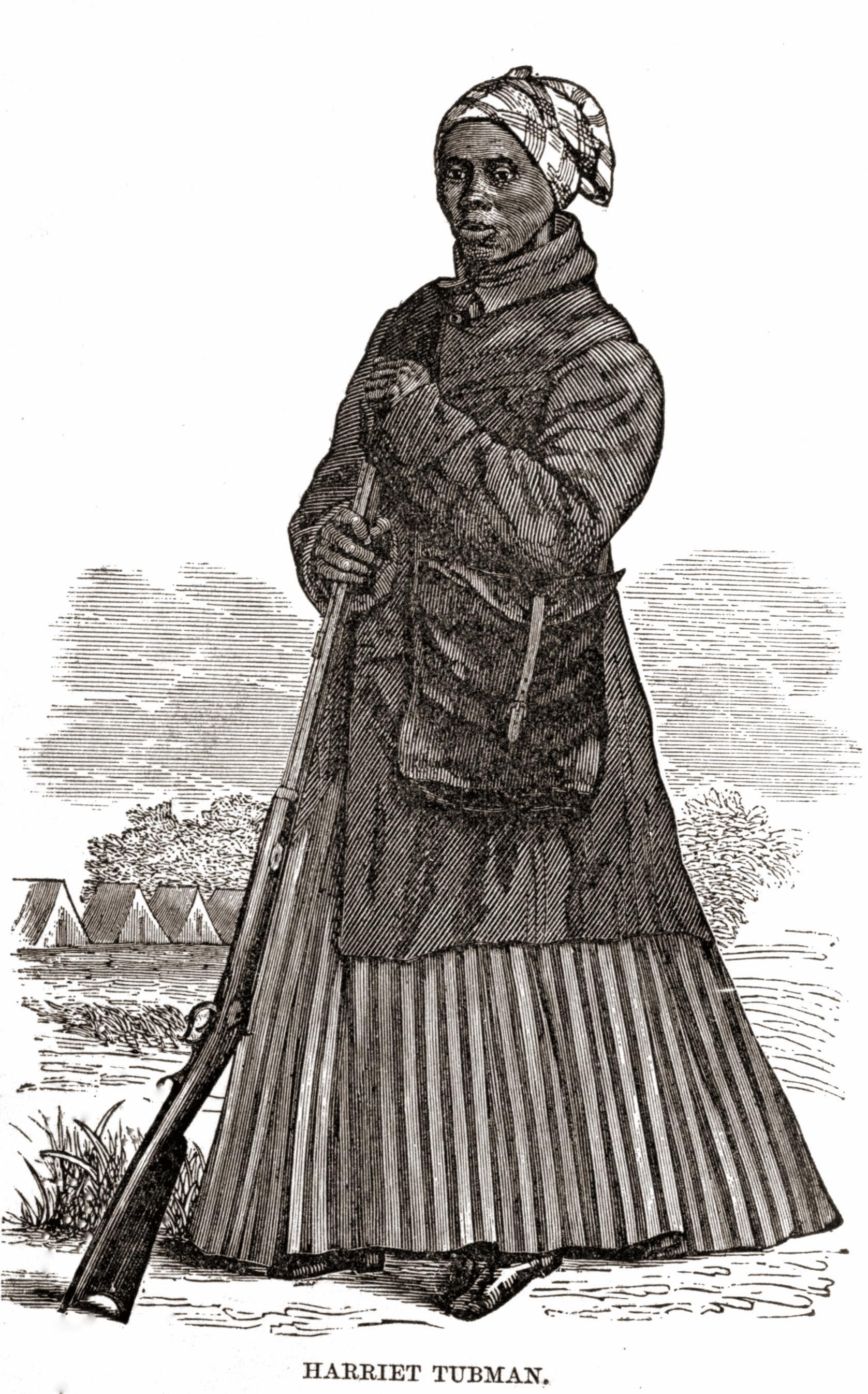
Grabado representando a Tubman durante la Guerra Civil.

A pesar de sus años de servicio, nunca recibió un salario regular y durante años se le negó cualquier tipo de compensación. Su estado no oficial y lo desigual de los pagos recibidos por los soldados negros, hicieron que el proceso de reconocimiento de su pensión por parte el gobierno fuera sumamente lento, y no recibió una pensión por su servicio en la Guerra Civil hasta el año 1899. Su constante trabajo humanitario tanto con su familia como con otros esclavos la mantuvieron en una constante situación de pobreza, y los trámites para obtener una pensión del gobierno no hicieron sino ocasionarle mayores gastos.
Cuando regresaba a Auburn tras finalizar la Guerra pudo comprobar lo poco que habían cambiado las opiniones de los blancos sobre la gente de color. Durante el viaje en tren a Nueva York, el revisor le ordenó que fuera al vagón de fumadores. Ella se negó exponiendo su servicio al gobierno pero el funcionario, luego de insultarla, comenzó a utilizar la fuerza física contra ella para obligarla a retirarse. Debido a la resistencia de Harriet, el revisor solicitó la ayuda de otros dos pasajeros, llegando a romperle el brazo, antes de arrojarla al vagón de fumadores. Durante el altercado otros pasajeros blancos no dejaron de insultarla y gritar al conductor que la sacaran del tren.

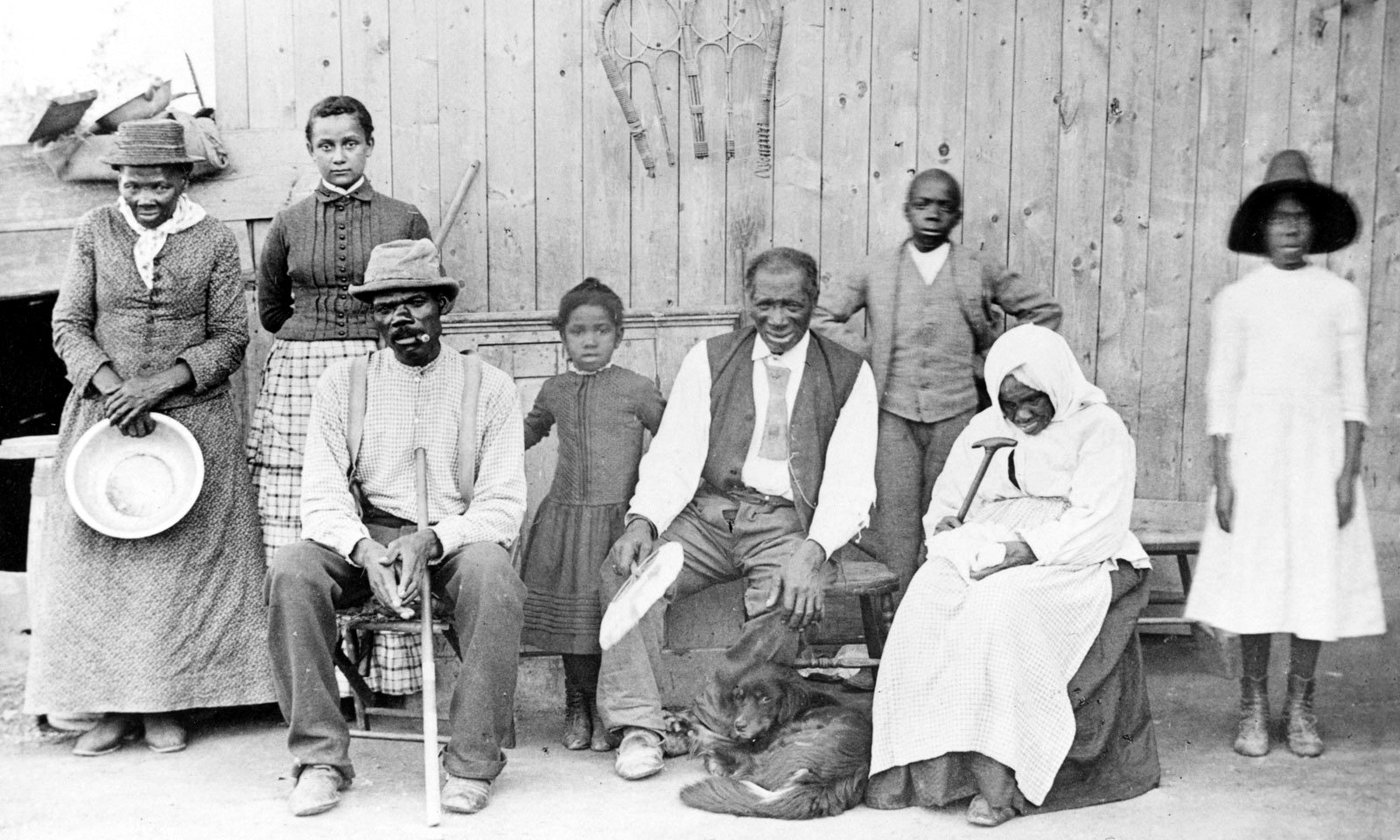
Tubman (a la izquierda), su hija adoptada Gertie (de pie junto a ella), y sus vecinos John "Pop" Alexander, Walter Green, la anciana Blind "Aunty" Sarah Parker y Dora Stewart en la casa de Tubman en Auburn alrededor de 1887.

## Vida tras la Guerra Civil
Tubman pasó los últimos años de su vida en Auburn cuidando de su familia y de otra gente necesitada. Trabajó en varios empleos para ayudar a sus ancianos padres y alojó huéspedes para poder pagar las diversas facturas. Una de las personas que alojó en su casa fue un veterano de la Guerra Civil de nombre Nelson Davis, quien comenzó trabajando en Auburn como albañil. Pronto se enamoraron y a pesar de que ella era veintidós años mayor, ambos se casaron el 18 de marzo de 1869 en la Central Presbiterian Church. Desde ese momento pasarían juntos veinte años, y en 1874 adoptarían una niña llamada Gertie.
Sus amigos y seguidores desde los días de la abolición recaudaron fondos para apoyarla. Una admiradora, Sarah H. Bradford, escribió una biografía titulada Scenes in the Life of Harriet Tubman, un volumen de 132 páginas publicado en 1869, que proporcionó a Tubman 1200 dólares. Criticado por los biógrafos modernos por sus licencias artísticas y su subjetivo punto de vista, el libro, sin embargo, permanece como una importante fuente de información sobre la vida de Tubman. En 1886 Bradford lanzó otro volumen llamado Harriet, the Moses of her People (Harriet, el Moisés de su Pueblo), el cual presentaba una visión menos cáustica sobre la esclavitud y sobre los estados del sur. Este libro también fue publicado para mejorar la situación financiera de Tubman.
En 1883 Tubman fue víctima de una estafa en un traslado de oro. Dos hombres, de nombres Stevenson y John Thomas afirmaban tener en su poder un alijo de oro traído de contrabando desde Carolina del Sur, ofreciéndole este tesoro, cuyo valor —sostenían— era de 5000 dólares, a cambio de 2000 dólares en efectivo. Ellos insistieron en que conocían a un familiar de Tubman, y esta les alojó en su casa durante muchos días. Tubman sabía que muchos blancos habían enterrado sus objetos de valor cuando las tropas unionistas entraron en las regiones del sur y que además los hombres de color eran frecuentemente encomendados a realizar dichos trabajos. Por ello la historia resultaba creíble, lo que junto a una combinación de su negativa situación financiera y su naturaleza confiada la hicieron continuar con el plan. Pidió prestado el dinero a un amigo llamado Anthony Shimer, y acordó con los dos hombres entregárselo una noche. Pero uno de ellos la engañó y la llevó al bosque donde la atacaron y durmieron con cloroformo, robándole el dinero, luego de ser atada y amordazada. Cuando fue encontrada por su familia, se sentía aturdida y estaba herida. Nueva York respondió con indignación por el incidente, mostrando compasión por la situación económica de Tubman. El incidente refrescó la memoria popular sobre el servicio prestado por Harriet en el pasado y Gerry W. Hazelton, representante de Wisconsin en el Congreso, presentó una proposición de ley para que le fueran pagados a Tubman dos mil dólares, en pago por los servicios prestados a la Unión como exploradora, enfermera y espía. La propuesta fue rechazada.

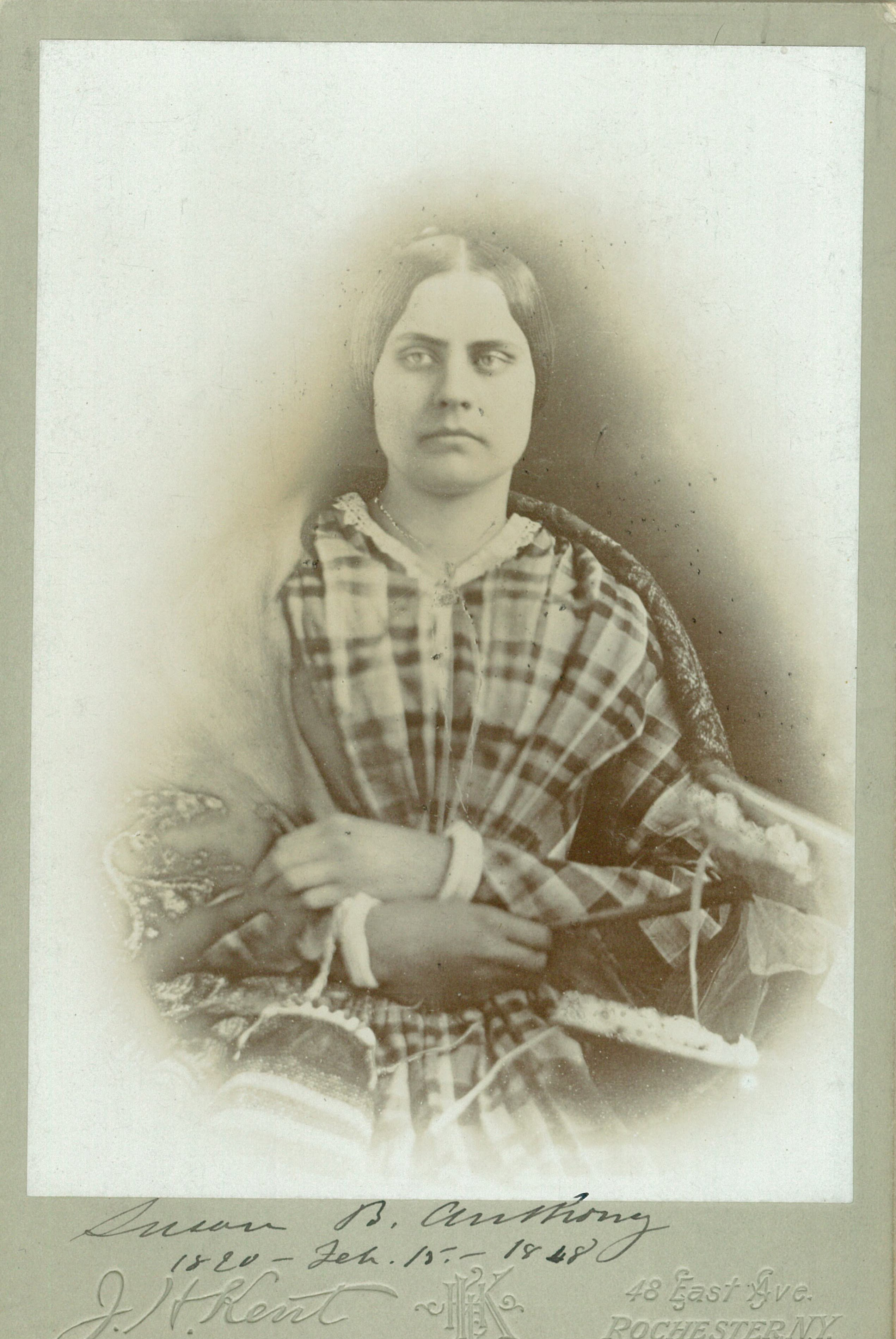
Susan B. Anthony trabajó junto a Tubman en la lucha por el sufragio femenino.

### Activismo sufragista
Durante sus últimos años trabajó para promover la causa sufragista (reclamo del derecho a votar de las mujeres). En una ocasión una mujer blanca le preguntó a Tubman si creía que las mujeres debían poder votar a lo que respondió: «He sufrido lo suficiente como para creerlo». Tubman comenzó a asistir a actos de organizaciones sufragistas y pronto empezó a trabajar con Susan B. Anthony y Emily Howland. Viajó a Nueva York, Boston y Washington para dar discursos a favor del derecho al voto de las mujeres. En ellos describía sus propias acciones durante la Guerra Civil y utilizaba los sacrificios acometidos por mujeres en la historia moderna como evidencia de la igualdad entre hombres y mujeres. Cuando se fundó en 1886 la Federación Nacional de mujeres afroamericanas, Tubman pronunció el discurso de apertura.
Este activismo conllevó una nueva ola de admiración entre la prensa de los Estados Unidos, y una publicación de nombre The Woman's Era (La era de la mujer) publicó una serie de artículos sobre eminentes mujeres entre las que se encontraba Tubman. En 1897 un periódico sufragista realizó una serie de celebraciones en Boston en honor de Tubman, pero ésta se encontraba otra vez en bancarrota por lo que tuvo que vender una vaca para poder comprar el billete de tren y acudir a los actos.

### Iglesia Episcopal Metodista Africana Sion, enfermedad y muerte
Coincidiendo con el cambio de siglo, Tubman se implicó profundamente en la Iglesia Episcopal Metodista Africana Sion de Auburn. En 1903, donó una de sus propiedades a la iglesia bajo la condición de que en el terreno se construyera una residencia para la gente anciana e indigente de color. El hogar no abrió sus puertas hasta cinco años después, y cuando lo hizo la iglesia pidió a cada residente cien dólares como condición para su entrada. Esto frustró a Tubman pero aun así fue la invitada de honor cuando la residencia abrió sus puertas el 23 de junio de 1908.

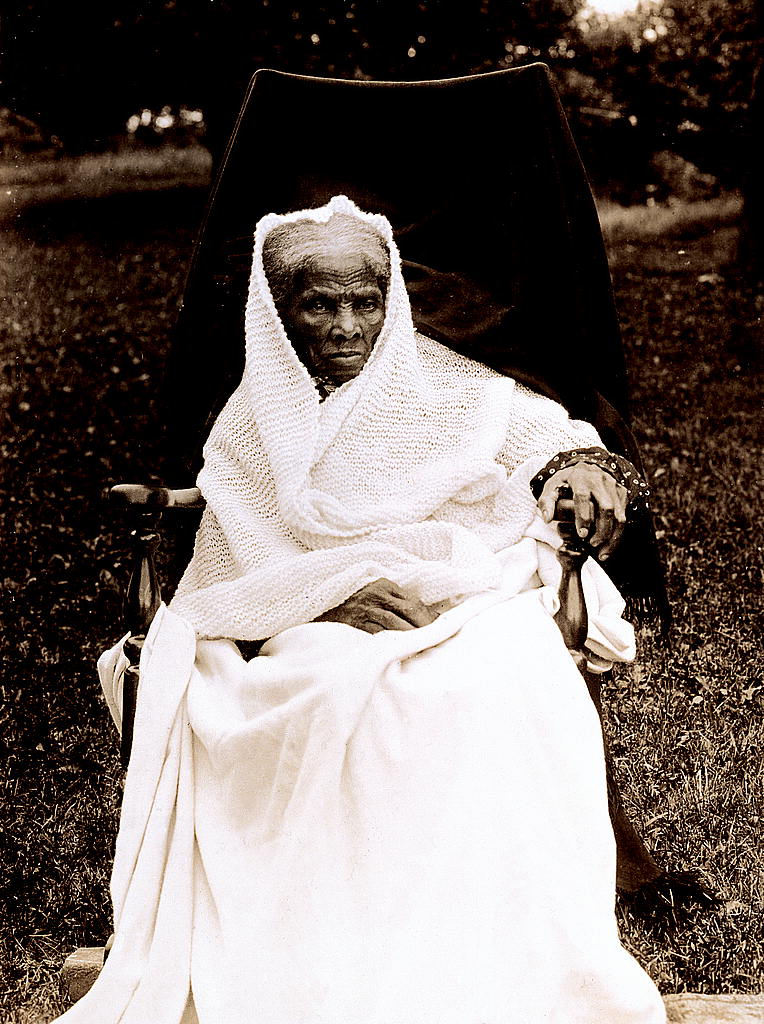
Tubman c. 1911.

Durante su vejez los problemas derivados de la herida de su adolescencia continuaban afectándola. A finales de la década de 1890 se sometió a una intervención cerebral en el Hospital General de Massachusetts en Boston. Incapaz de dormir debido a los dolores y a un continuo zumbido, fue ella quien le solicitó al médico la operación cerebral. Fue operada sin anestesia dado que prefirió morder una bala como había observado hacer a los soldados de la Guerra Civil durante las amputaciones.
En 1911 su estado era muy delicado y fue admitida en la residencia que se había construido en su honor. Luego de que un periódico de Nueva York describiera su grave estado de salud y económico, se produjo un importante número de donaciones espontáneas. Rodeada de sus amigos y familiares, Harriet Tubman falleció nonagenaria de una neumonía el 10 de marzo de 1913.

## Legado

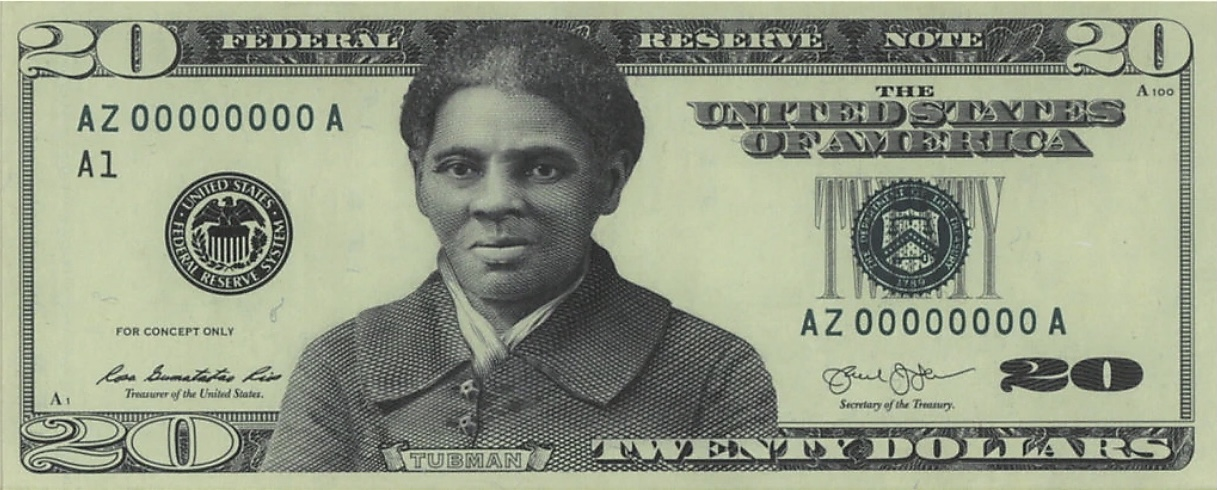
ilustración del texto citado

Harriet Tubman fue ampliamente conocida y respetada durante su vida, y se convirtió en un icono de su país en los años posteriores a su muerte. Una encuesta realizada a finales del siglo XX la situaba en tercer lugar como una de las personas más famosas de la historia estadounidense tras Betsy Ross y Paul Revere. Ha inspirado a generaciones de afroamericanos a luchas por la igualdad y por los derechos civiles; siendo elogiada por políticos de todas las ideologías.
A su muerte fue enterrada con honores militares en el cementerio de Fort Hill, en Auburn. La ciudad la homenajeó con una placa en el palacio de justicia, que fue criticada porque la frase dialectal utilizada («I never run my train off de track»), elegida aparentemente por su autenticidad, no trasmitía la importancia de su figura como patriota estadounidense y defensora de las causas humanitarias. La ceremonia se convirtió en un importante tributo a su memoria, y Booker T. Washington pronunció el discurso principal. La casa de Harriet Tubman fue abandonada en 1920, para posteriormente ser restaurada por la Iglesia Episcopal Metodista Africana Sion. Convertida hoy en día en museo y centro de difusión, recibe gran número de visitantes.
Las biografías de Bradford fueron seguidas por el libro de Earl Conrad Harriet Tubman: Negro Soldier and Abolitionist (Harriet Tubman: Soldado negro y abolicionista). Conrad tuvo serios problemas para encontrar un editor, la búsqueda duró cuatro años, y tuvo que soportar fuertes rechazos en su esfuerzo por lograr una visión más objetiva y adulta. Muchas versiones de la vida de Tubman han sido realizadas para los niños, muchas de ellas posteriores a la de Conrad, pero la de Conrad ha sido la más utilizada para transmitir la figura de Tubman a los estudiantes estadounidenses. Finalmente fue publicada en 1942. A pesar de su popularidad, hasta 2003 no se volvió a publicar otra biografía, ese año lo hizo la de Jean Humez y un año después lo harían las de Kate Larson y Catherine Clinton.
Sin embargo Tubman fue honrada de muchas otras formas en toda la nación desde finales del siglo XIX. Docenas de estudiantes fueron llamadas Harriet en su honor, y tanto la casa de Harriet Tubman en Auburn como el museo Tubman en Cambridge se convirtieron en monumentos a su persona y su vida. En 1944 la Comisión Marítima de los Estados Unidos botó el SS Harriet Tubman. En 1978, el Servicio Postal de los Estados Unidos puso a la venta una serie de sellos en honor de personajes afroamericanos entre los que se encontraba Harriet. Además la Iglesia Episcopal de los Estados Unidos la incluye entre sus santos en su libro de oración; y el 10 de marzo es el día dedicado a Tubman y a Sojourner Truth en el Calendario de Santos Luterano.
Su vida inspiró la ópera de 1985 titulada "Harriet, the Woman Called Moses (Harriet, la mujer llamada Moisés)" por parte de la compositora Escocesa-Americana Thea Musgrave.
En 2016 el Departamento del Tesoro anunció que Tubman sería la primera mujer cuyo rostro aparecería en un billete de dólares estadounidenses; concretamente en el de 20 dólares, en sustitución del expresidente Andrew Jackson.
En 2019 el alcalde de Nueva York Bill De Blasio anunció que se erigiría en la ciudad una estatua en su honor.
En 2019 se realizó una película en su honor, titulada Harriet.